# GMC C/E
GMC C/E – samochód dostawczo-osobowy typu pickup klasy wyższej produkowany pod amerykańską marką GMC w latach 1941–1947. 

## Historia i opis modelu

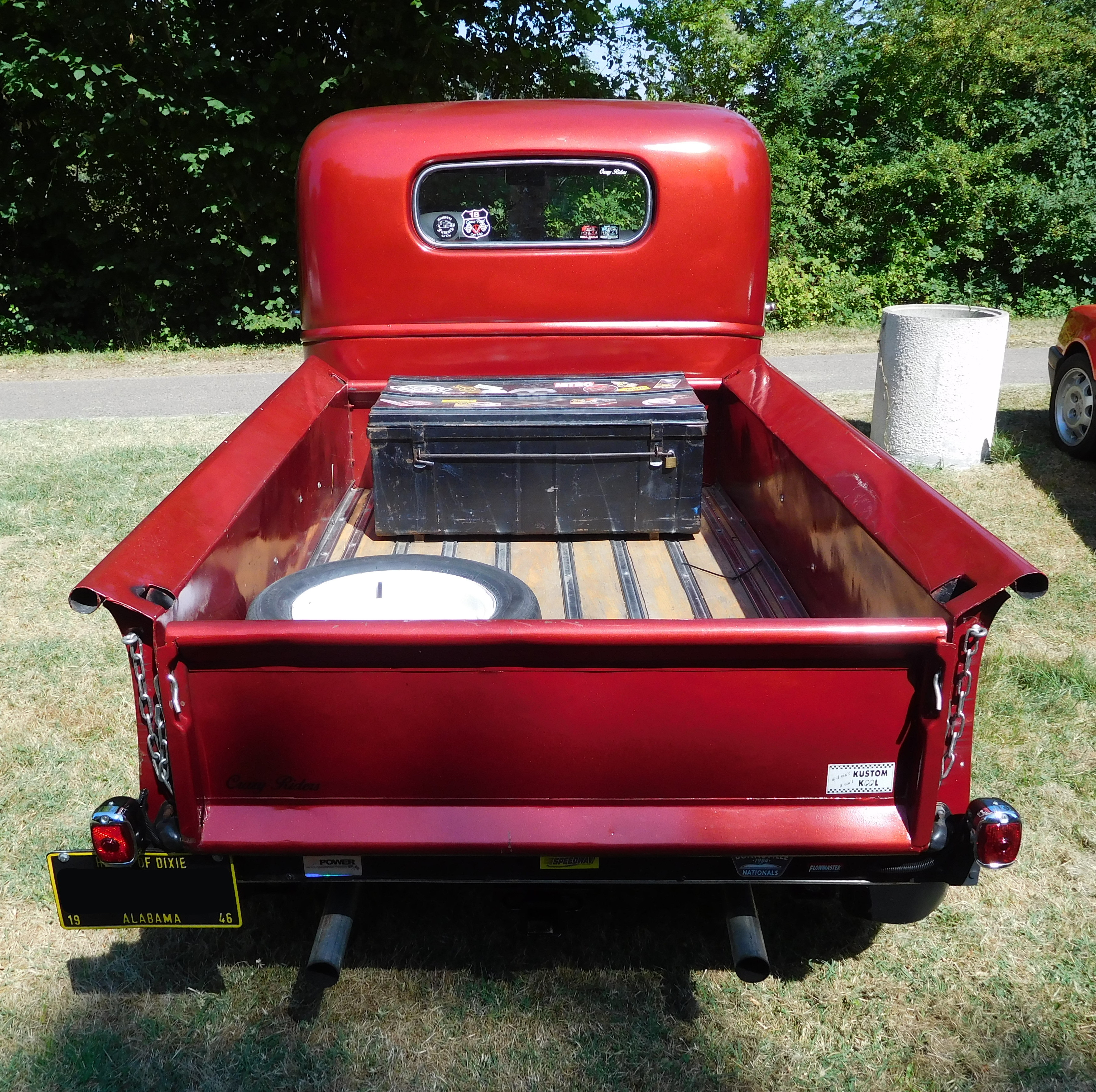
GMC C/E - tył

W 1941 roku GMC przedstawiło kolejną generację półciężarówek zbudowanych we współpracy z pokrewnym Chevroletem w ramach koncernu General Motors. GMC C/E w dotychczasowej ofercie marki zastąpiło serię modelową AC/AF, zyskując gruntownie zmodyfikowaną stylistykę. Z przodu pojawiła się znacznie większa atrapa chłodnicy, obejmującą większą część pasa przedniego.

### Wersje
- C14
- E14

### Silnik
- L6 3.5l
- L6 3.7l